# 14 Piscium
14 Piscium är en vit ljusstark jätte i stjärnbilden  Fiskarna. 
14 Psc har visuell magnitud +5,87 och synlig för blotta ögat vid någorlunda god seeing. Den befinner sig på ett avstånd av ungefär 210 ljusår.